# DK8型电动客车
DK8型电动客车是北京地铁和天津轨道交通的电动客车车款之一，现在已经退出运营。

## 简介
DK8型由长春轨道客车生产，共58辆，每节车厢共3对车门，为内藏门，列车两端拥有紧急出口。在北京地铁为4节编组营运，全部属于太平湖车辆段，主要在2号线运营，一度也在1号线运营过。DK8A型除不设机车信号和自动停车装置外基本结构与DK8相同，但电机、电器由长春电机厂、长春开关厂制造:163，在天津轨道交通为3编组营运（编号107-109、110-112），全部属于海光寺车辆段，在天津地铁1号线运营。后来位于北京地铁的52辆DK8全部被翻新，而位于天津轨道交通的6辆DK8A则于2001年10月9日停止使用。

## 编组

### DK8
|          | DK8       |           |           |           |
| 車廂編號 | 1         | 2         | 3         | 4         |
| 集電靴   | 有        | 有        | 有        | 有        |
| 形式區分 | 4XX1 (Mc) | 4XX2 (Mc) | 4XX3 (Mc) | 4XX4 (Mc) |
| 动力单元 | 单元1     | 单元1     | 单元2     | 单元2     |
| 其他設備 |           |           |           |           |
| 安裝機器 |           |           |           |           |
| 車輛重量 | 33.5t     | 33.5t     | 33.5t     | 33.5t     |
| 載客量   | 180人     | 180人     | 180人     | 180人     |

### DK8A
|          | DK8A         |              |              |
| 車廂編號 | 1            | 2            | 3            |
| 集電靴   | 有           | 有           | 有           |
| 形式區分 | 107 110 (Mc) | 108 111 (Mc) | 109 112 (Mc) |
| 其他設備 |              |              |              |
| 安裝機器 |              |              |              |
| 車輛重量 | 33.5t        | 33.5t        | 33.5t        |
| 載客量   | 180人        | 180人        | 180人        |

## 事故
- 1994年1月30日15时29分，一列DK8型列车（编号406）在古城路进站处，与一辆DK11型列车发生追尾大事故，使11名乘客受轻伤，列车部分车钩损坏，导致公主坟至苹果园区段中断行车6小时30分钟。

## 车辆保存
- T1044、T1045，保存于北京铁路电气化学校。
- T1094，保存于定泗路停车场。
- T3023，2020年被古城车辆段翻新并改号为北京4041。